# نادي شباب مريرت
 نادي شباب مريرت هو نادٍ رياضي مغربي من مدينة مريرت ممارس بدوري الدرجة الثالثة المغربي . تأسس سنة 1982.